# Teatro Carcano

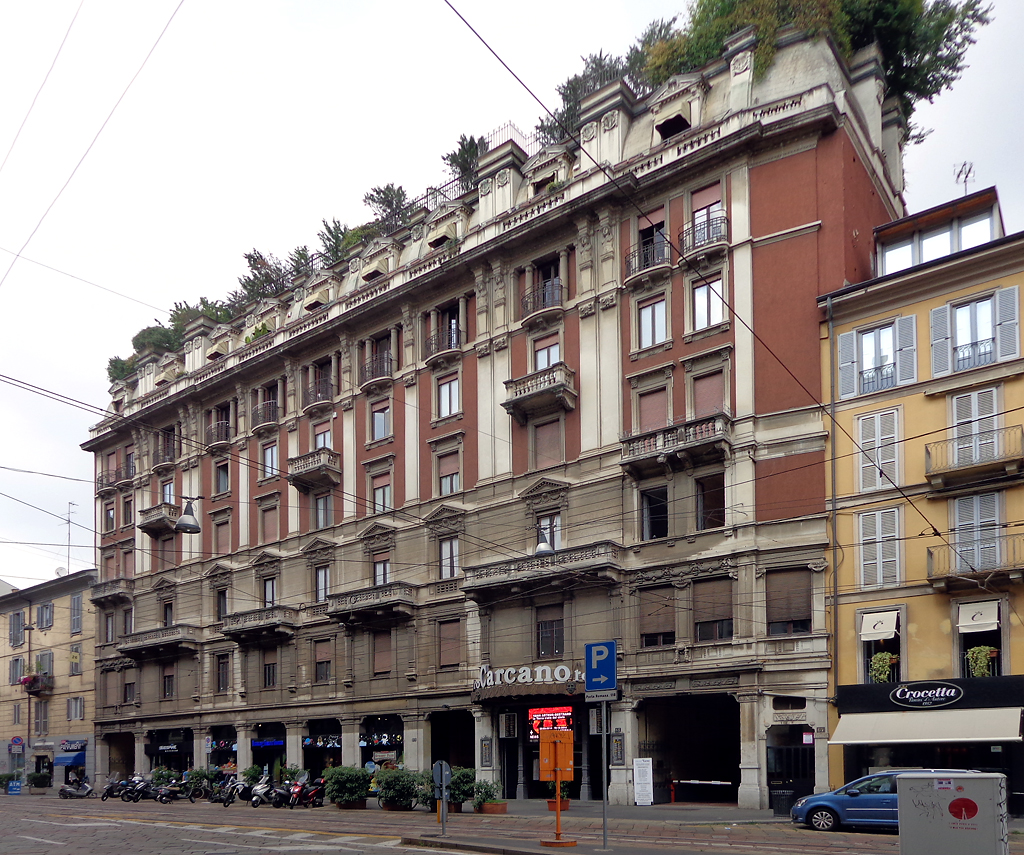
Vorderfront des Teatro Carcano 2014

Das Teatro Carcano ist ein Opernhaus in Mailand, das von Luigi Canonica entworfen wurde.

## Geschichte
Das Haus wurde am 3. September 1803 mit der Oper Zaira von Vincenzo Federici unter Mitwirkung von Giacomo David und Luigi Pacini eröffnet.
Die zwei wichtigsten Uraufführungen, die das Theater erlebte, waren Anna Bolena (1830) von Gaetano Donizetti, mit Giuditta Pasta, Filippo Galli und Giovanni Battista Rubini sowie La sonnambula (1831) von Vincenzo Bellini, wiederum mit Giuditta Pasta und Rubini.
Heute ist von dem ursprünglichen Gebäude und dessen Fassade nichts mehr zu sehen, da das Theater um 1913 von Nazzareno Moretti in eklektischen Formen und floralem Stil wieder aufgebaut und später von einem frontalen Gebäude überbaut wurde.